# Seleção Argentina de Hóquei sobre a grama masculino
A Seleção Argentina de Hóquei Sobre a Grama Masculino é a equipe nacional que representa a Argentina em competições internacionais de hóquei sobre a grama. A seleção é gerenciada pela Confederación Argentina de Hockey.
Conhecido como Los Leones, é a única seleção das Américas a vencer os Jogos Olímpicos. Esse feito se concretizou após derrotar a Bélgica por 4–2 na final da edição de 2016 no Rio de Janeiro. Já na Copa do Mundo, o melhor desempenho foi o terceiro lugar na edição de 2014 realizada em The Hague.